# Georg Besserer
Georg Besserer (* 7. Oktober 1544 in Kitzingen, Unterfranken; † 20. April 1604 in Simmern, Rheinland-Pfalz) war ein deutscher evangelischer Theologe.

## Leben
Besserer besuchte die Schule seiner Heimatstadt, ging nach Naumburg und begann im Sommersemester 1564, als markgräflicher Stipendiat, an der Universität Jena ein Studium. Dieses setzte er 1565 an der Universität Wittenberg fort, wo er sich 1570 den akademischen Grad eines Magisters erwarb. 1575 war er Pfarrer in Obernbreit und begleitete 1577 als Philippist den Markgrafen Georg Friedrich von Brandenburg als Hofprediger nach Königsberg in Preußen. Jedoch stießen seine Äußerungen auf Widerstand, und auch die Übersendung eines seiner Briefe durch Herzog Ludwig von Württembergs erregte Anstoß. Aber er verfügte über das Vertrauen seines Landesfürsten, der sein Bestreben um die Einigung der evangelischen Landesfürsten stützte und ihn förderte, eine Versammlung der evangelischen Fürsten auf einer Synode zustande zu bringen.
Als sich der Landesfürst dem Standpunkt der Gnesiolutheraner annäherte, kam es über die Frage der Annahme der Konkordienformel zu einem Bruch zwischen ihm und Besserer. Auch Jakob Andreae versuchte ihn zur Unterschrift unter die Konkordienformel zu bewegen, was nicht gelang. Deshalb wurde er am 8. März 1578 in Haft genommen. Über zehn Jahre verbrachte er in Haft und wurde erst am 18. September 1589 unter der Bedingung entlassen, das gesamte deutsche Reich zu meiden. Er flüchtete zunächst nach Basel. 1590 berief ihn Friedrich der IV. von der Pfalz zunächst nach Weingarten und 1598 als Inspektor nach Simmern, wo er verstarb.